# Metashape
Agisoft Metashape（旧Agisoft PhotoScan )）は、写真測量パイプライン用のツールである。ソフトウェアは標準バージョンとProバージョンで利用でき、インタラクティブメディアタスクには標準バージョン、ProバージョンはGISコンテンツのオーサリング用に設計されている。このソフトウェアは、ロシアのサンクトペテルブルクにあるAgisoftLLCによって開発された。
ソフトウェアは、Microsoft Windows、macOS、またはLinuxのいずれかのオペレーティングシステムで実行可能。
考古学者によって広く使われている。多くのUAV企業も使用している。日本の官公庁でも多く利用されている。
ロシアによるウクライナ侵攻以降、ロシア政府による地形データの利用を警戒し、欧米を中心に代理店が取り扱いを中止している。